# Euphorbia cucumerina
Euphorbia cucumerina ist eine Pflanzenart aus der Gattung Wolfsmilch (Euphorbia) in der Familie der Wolfsmilchgewächse (Euphorbiaceae).

## Beschreibung
Die sukkulente Euphorbia cucumerina wächst als kleiner Strauch und wird bis 25 Zentimeter hoch. Die Triebe sind mit 12 Rippen versehen und erreichen einen Durchmesser von etwa 3,5 Zentimeter. Zwischen diese Rippen befinden sich flache Furchen.
Es werden unfruchtbare und dornige Blütenstandstiele ausgebildet. Die einzelnen und kleinen Cyathien erscheinen an den Spitzen der Triebe und haben etwa 6 Millimeter lange Stiele. 

## Verbreitung und Systematik
Euphorbia cucumerina ist in der südafrikanischen Provinz Nordkap im Namaqualand verbreitet.
Euphorbia cucumerina gehört zur Sektion Anthacanthae der Untergattung Athymalus. Die Erstbeschreibung der Art erfolgte 1799 durch Carl Ludwig Willdenow.
Die Art ist nur aus der Typabbildung bekannt und konnte bisher nicht einer anderen bekannten Art zugeordnet werden.